# Карафа, Антонио (фельдмаршал)
Антонио Карафа (нем. Antonio Graf von Caraffa; 12 августа 1642, Торрепадули, Неаполитанское королевство — 6 марта 1693, Вена, Австрия) — имперский генерал-фельдмаршал из итальянского рода Карафа.

## Биография
Происходил из итальянского рода Карафа, в юные годы состоял в Мальтийском ордене.
В 1665 году поступил на службу к императору Леопольду I. Участвовал в освобождении Вены от турецкой осады 1683 года и взятии Офена (1686). В качестве главнокомандующего в Венгрии навёл ужас на всю страну учреждением кровавого судилища в Эпериеше (5 марта 1687) и жестоким преследованием приверженцев Имре Тёкёли.
Скончался 6 марта 1693 года от лихорадки.